# Sigismondo
Sigismondo és una òpera en dos actes composta per Gioachino Rossini sobre un llibret italià de Giuseppe Maria Foppa. S'estrenà a La Fenice de Venècia el 26 de desembre de 1814.
A causa d'un llibret amb molts defectes i una partitura inferior a les precedents, l'òpera no va ser un èxit i Rossini més tard va reutilitzar algun tros de la seva música a Elisabetta, regina d'Inghilterra, El barber de Sevilla, i Adina. Aquests fragments varen guanyar celebritat amb el temps i confirma el que van afirmar els músics de l'orquestra durant els assajos en el sentit que era la seva millor obra.

## Representacions
Sigismondo es va representar per primera vegada al Teatre La Fenice, Venècia, el 26 de desembre de 1814, amb reposicions a Cremona, Reggio Emilia, Pàdua i Senigallia (totes el 1819), Florència i Siena (totes dues el 1820) i finalment a Bolonya (1827). Posteriorment va ser completament oblidada. Les úniques actuacions modernes van ser el 1992 a Rovigo i Trieste, amb una jove Sonia Ganassi en el paper protagonista.
El seu renaixement modern va tenir lloc a Rovigo l'any 1992.
L'any 2010 es va representar en el Rossini Opera Festival de Pesaro amb Daniela Barcellona en el paper de Sigismondo i Olga Peretyatko com Aldimira.
Sigismondo no pot comptar-se entre les seves òperes més reeixides. El Nuovo Osservatore de Venècia va atribuir el fracàs al fullet de Foppa, que va ser descrit com a "desafortunat naixement d'un escriptor, que ara ens proporciona la prova de la centèsima part de la seva inexperiència." D'altra banda, s'ha recollit el testimoni dels membres de l'orquestra, que aplaudien la música d'aquesta obra durant els assajos i que manifestaren al compositor que aquesta era la seva millor feta fins aleshores.

## Estructura
- Simfonia

### Acte I
- Quadre I

1. Cor O prence misero
2. Cavatina O destin crudel! Del Re nel petto (Ladislao)
3. Ària Non seguirmi! Ormai t'invola (Sigismondo)
4. Duet O dubbi miei! (Ladislao, Sigismondo)

- Quadro II

1. Ària O tranquillo soggiorno (Aldimira)
2. Duet Ma dei fellon la morte (Zenovito, Aldimira)
3. Cor Al bosco! Alla caccia!
4. Quartet Lo sposo, il Re! (Aldimira, Zenovito, Sigismondo, Anagilda)
5. Ària D'armi e d'armate (Ladislao)
6. Duet Venga Ulderico (Sigismondo, Ladislao)
7. Ària Ecco il consiglio mio (Zenovito)
8. Duet Ella ricusa? Ah, dessa (Ladislao, Aldimira)
9. Final primer Quale, o Ciel, d'idee funeste (Sigismondo, Aldimira, Ladislao, Zenovito)

### Acte II
- Quadre I

1. Cor In segreto a che ci chiama?
2. Recitatiu Superato ho il bosco (Sigismondo, Ladislao, Anagilda)
3. Cor Viva Aldimira
4. Duet Forza, forza, o cor (Aldimira, Sigismondo)
5. Ària Sognava contenti (Anagilda)
6. Ària Misero me! Che sento (Ladislao)
7. Ària M'offendi ormai (Aldimira, coro)

- Quadro II

1. Trio Venga Ladislao (Ulderico, Ladislao, Aldimira)
2. Gran scena Vincesti, iniqua sorte (Sigismondo)
3. Final segon Qual felice, amico giorno (Sigismondo, Aldimira, Ulderico, Ladislao[5]

## Enregistraments
| Any  | Elenc: Sigismondo, Ladislao, Aldimira, Ulderico                    | Director, Opera House and Orchestra | Segell                                   |
| ---- | ------------------------------------------------------------------ | --- | ---------------------------------------- |
| 1992 | Sonia Ganassi, Bruno Lazzaretti, Rosella Ragatzu, Giacomo Prestia  | Richard Bonynge, Rovigo Venezze Conservatory Orchestra | Àudio CD: Bongiovanni Cat: 8.660189-90   |
| 1995 | Carmen Oprisanu, ??, Tatiana Korovina, Vladimir Prudnikov          | Marc Andreae, Stuttgarter Kammerorchester and Prague Male Choir (Enregistrat al Wildbad Rossini Festival, juliol)                                          | Àudio CD: CROSSROADS Cat: CR 0102695     |
| 2017 | Margarita Gritskova, Kenneth Tarver, Maria Aleida, Marcell Bakonyi | Antonino Fogliani, Camerata Bach Choir, Poznań; Virtuosi Brunensis (Gravat en directe al Trinkhalle, Bad Wildbad, Alemanya, 14, 16 i 24 de juliol de 2016) | Àudio CD: Naxos Records Cat: 8.660403-04 |